# Edyma
Edyma là một chi bướm đêm thuộc họ Erebidae.